# 克里夫蘭級輕巡洋艦
克里夫蘭級輕巡洋艦（Cleveland-class cruiser）是美國海軍在第二次世界大戰中服役，同時也是有史以來建造數量最多的一款輕巡洋艦。

## 設計
克里夫蘭級的設計衍生自布魯克林級輕巡洋艦，其設計目標包括擁有比其他美國早期巡洋艦更高的航速、更優異的防空武器以及更好魚雷防護等等。
作為美國海軍青睞的巡洋艦，克里夫蘭級與同時期建造的巴爾的摩級重巡洋艦外觀十分相似。克里夫蘭級的六英吋（152毫米）主炮每門每分鐘可以投射10發炮彈，而美國重巡洋艦所使用的八英吋（203毫米）主炮每分鐘的投射量僅有3發。由於對八英吋火炮的射擊速度不滿意，而且噸位較輕的克里夫蘭級能夠較快完成建造並部署，因此美國海軍選擇優先建造克里夫蘭級而不是巴爾的摩級。

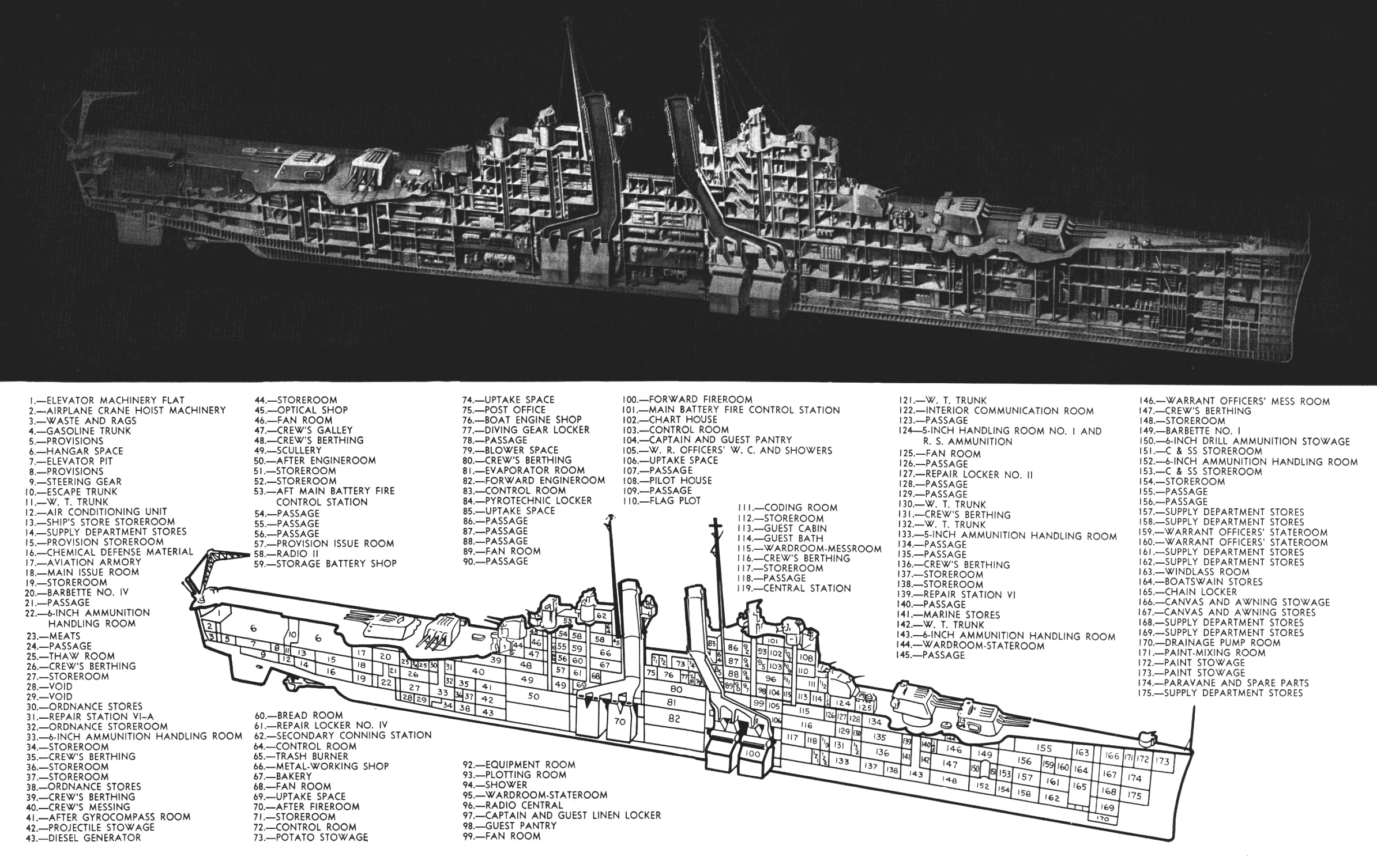
克里夫蘭級的設計圖

### 防空武器
1930年代，美國海軍開始使用無人機來測試艦隊的防空火力是否足夠，這些無人機可以模擬俯衝轟炸機和魚雷轟炸機，其測試結果令艦隊感到沮喪。在沒有射控系統的輔助下，艦隊幾乎無力抵抗美國海軍所預想未來可能遭遇的空中襲擊。這些設備的重量可達10噸，並且為了配重考量和保護這些設備，必須將它們置於甲板下方。 而這項令人沮喪的假設在第二次世界大戰中被證明是過於樂觀的，為了發揮足夠的防空火力，美國海軍計畫將所有20毫米以上的防空武器都連接射控系統進行瞄準。
克里夫蘭級原先的上層建築設計已經相當緊湊，但美國海軍拒絕為克里夫蘭級的加大尺寸，因為這會影響到他所重視的建造速度。為了達成防空目標，美國海軍將克里夫蘭級的五個主炮塔改為四個，這將釋出一部分的上層空間來擴大艦橋，使其可以容納新的作戰情報中心和必要的雷達。然而上層防空武器的增加使克里夫蘭級到了二戰結束時呈現頭重腳輕的狀態，為了彌種重量的差距，一部分的克里夫蘭級拆除了一台飛機彈射器、並從A炮塔中移除了測距儀。

### 設計問題
上層建築的重量問題一直困擾著克里夫蘭級，每增加一件新的設備都必須仔細權衡要拆除的設備，比方說，安裝戰鬥機控制雷達的代價就是移除20毫米機炮彈鼓裝填室。
克里夫蘭級由於額外的雷達設備和頂部的重量，尤其是在RIM-8上，這些重量使它有著比原本的設計更大的穩定性問題。這個問題是在加爾維斯頓級最為嚴重，導致1970年退役的俄克拉荷馬城號和小岩城號必須有大量的鎮流器和內部重排，才讓它得以持續服役到70年代。

## 歷史
克里夫蘭級在二戰中主要服役於美國太平洋艦隊，尤其是快速航母特遣艦隊，還有一些服役於駐紮在歐、非海岸的大西洋艦隊。這些艦艇雖然在大量的任務中受損，但沒有一艘在戰爭中被擊沉。克里夫蘭級在1950年全部退役，除了曼徹斯特號一直服役到1956年外，另外還有6艘克里夫蘭級被改造成導彈巡洋艦一直服役到1970年代。
克里夫蘭級沒有參與韓戰，因為它的大小幾乎與巴爾的摩級一樣大，美國海軍選擇使用更先進的艦艇，而不是讓克里夫蘭重新服役。所有未經改裝的艦艇在1959年完成從後備艦隊被拋售或者轉換成導彈巡洋艦並於1950年代被重新服役，直到1970年代加爾維斯頓級和普羅維登斯級全數退役為止。
最後一艘克里夫蘭級輕巡洋艦，俄克拉荷馬城號於1979年12月退役。

### 現在
時至今日，只剩下一艘克里夫蘭級還存在世界上：被改裝成導彈巡洋艦的加爾維斯頓級的小石城號，它現在與弗萊徹級蘇利文號驅逐艦和貓鯊級石首魚號潛艇一起，在紐約州水牛城尼亞加拉河畔的水牛城伊利郡海軍軍事公園作為博物館船展示。

## 子級別
克里夫蘭級原先計畫建造52艘，實際建造27艘（這個數量不含法戈級和獨立級）。
在設計階段以及建造中，有9艘被改造成獨立級航空母艦；2艘改造成法戈級，法戈級有著與克里夫蘭級不同的設計，包括更緊湊上層配置和將兩個煙囪合併成一個煙囪；
在全部27艘克里夫蘭級中，其中一艘加爾維斯頓號被建造成導彈巡洋艦。建成後還有五艘被改建成加爾維斯頓級和普羅維登斯級的導彈巡洋艦。接續當時的命名規則，所有的艦艇完成後都以美國的城市和城鎮來命名。

## 同級艦
這個表格包括27艘克里夫蘭級（含3艘取消建造）和改造後的9艘獨立級航空母艦，計39艘。不包含改進成法戈級輕巡洋艦的13艘。
| 船名          | 舷號        | 建造廠                     | 安放龍骨       | 完工           | 服役           | 退役           | 結局                                                       |
| ------------- | ----------- | -------------------------- | -------------- | -------------- | -------------- | -------------- | ---------------------------------------------------------- |
| 克里夫蘭      | CL-55       | 紐約造船公司               | 1940年7月1日   | 1941年11月1日  | 1942年6月15日  | 1947年2月7日   | 1960年2月18日作為廢鋼出售                                  |
| 哥倫比亞      | CL-56       | 紐約造船公司               | 1940年8月18日  | 1941年12月17日 | 1942年7月29日  | 1946年11月30日 | 1959年2月18日作為廢鋼出售                                  |
| 蒙彼利埃      | CL-57       | 紐約造船公司               | 1940年12月2日  | 1942年2月12日  | 1942年9月9日   | 1947年1月24日  | 1960年1月22日作為廢鋼出售                                  |
| 丹佛          | CL-58       | 紐約造船公司               | 1940年12月26日 | 1942年4月4日   | 1942年10月15日 | 1947年2月7日   | 1960年2月4日作為廢鋼出售                                   |
| 阿姆斯特丹    | CL-59       | 紐約造船公司               | 1941年5月1日   | 不適用         | 不適用         | 不適用         | 改建成獨立號航空母艦 (CVL-22)                              |
| 聖達菲        | CL-60       | 紐約造船公司               | 1941年6月7日   | 1942年6月10日  | 1942年11月24日 | 1946年10月29日 | 1959年11月9日作為廢鋼出售                                  |
| 塔拉哈西      | CL-61       | 紐約造船公司               | 1941年5月1日   | 不適用         | 不適用         | 不適用         | 改建成普林斯頓號航空母艦 (CVL-23)                          |
| 伯明翰        | CL-62       | 紐波特紐斯造船公司         | 1941年2月17日  | 1942年3月20日  | 1943年1月29日  | 1947年1月2日   | 1959年11月12日作為廢鋼出售                                 |
| 莫比爾        | CL-63       | 紐波特紐斯造船公司         | 1941年4月14日  | 1942年5月15日  | 1943年3月24日  | 1947年5月9日   | 1959年11月16日作為廢鋼出售                                 |
| 文森尼斯      | CL-64       | 伯利恆鋼鐵公司福爾河造船廠 | 1942年3月7日   | 1943年7月17日  | 1944年1月21日  | 1946年9月10日  | 1969年10月28日作為靶船被擊沉                               |
| 帕薩迪納      | CL-65       | 伯利恆鋼鐵公司福爾河造船廠 | 1943年2月6日   | 1943年12月28日 | 1944年6月8日   | 1950年1月12日  | 1972年7月5日作為廢鋼出售                                   |
| 斯普林菲爾德  | CL-66       | 伯利恆鋼鐵公司福爾河造船廠 | 1943年2月13日  | 1944年3月9日   | 1944年9月9日   | 1949年9月30日  | 1980年3月11日作為廢鋼出售                                  |
| 斯普林菲爾德  | CLG-7       | 伯利恆鋼鐵公司福爾河造船廠 | 1943年2月13日  | 1944年3月9日   | 1960年7月2日   | 1974年5月15日  | 1980年3月11日作為廢鋼出售                                  |
| 托皮卡        | CL-67       | 伯利恆鋼鐵公司福爾河造船廠 | 1943年4月21日  | 1944年8月19日  | 1944年12月23日 | 1949年6月18日  | 1975年3月20日作為廢鋼出售                                  |
| 托皮卡        | CLG-8       | 伯利恆鋼鐵公司福爾河造船廠 | 1943年4月21日  | 1944年8月19日  | 1960年3月26日  | 1969年6月5日   | 1975年3月20日作為廢鋼出售                                  |
| 紐黑文        | CL-76       | 紐約造船公司               | 1941年8月11日  | 不適用         | 不適用         | 不適用         | 改建成貝勒森林號航空母艦 (CVL-24)                          |
| 亨廷頓        | CL-77       | 紐約造船公司               | 1941年11月17日 | 不適用         | 不適用         | 不適用         | 改建成科本斯號航空母艦 (CVL-25)                            |
| 代頓          | CL-78       | 紐約造船公司               | 1941年12月29日 | 不適用         | 不適用         | 不適用         | 改建成蒙特利號航空母艦 (CVL-26)                            |
| 威爾明頓      | CL-79       | 紐約造船公司               | 1942年3月16日  | 不適用         | 不適用         | 不適用         | 改建成卡伯特號航空母艦 (CVL-28)                            |
| 比洛克西      | CL-80       | 紐波特紐斯造船公司         | 1941年9月      | 1943年2月23日  | 1943年8月31日  | 1946年8月29日  | 1962年3月5日作為廢鋼出售                                   |
| 侯斯頓        | CL-81       | 紐波特紐斯造船公司         | 1941年8月4日   | 1943年6月19日  | 1943年12月20日 | 1947年12月15日 | 1961年6月1日作為廢鋼出售                                   |
| 普洛威頓斯    | CL-82       | 伯利恆鋼鐵公司             | 1943年7月27日  | 1944年12月28日 | 1945年5月15日  | 1949年6月14日  | 1980年7月15日作為廢鋼出售                                  |
| 普洛威頓斯    | CLG-6       | 伯利恆鋼鐵公司             | 1943年7月27日  | 1944年12月28日 | 1959年9月17日  | 1973年8月31日  | 1980年7月15日作為廢鋼出售                                  |
| 曼徹斯特      | CL-83       | 伯利恆鋼鐵公司             | 1944年9月25日  | 1946年3月5日   | 1946年10月29日 | 1956年6月27日  | 1961年10月31日作為廢鋼出售                                 |
| 水牛城        | CL-84       | 聯邦造船公司               | 不適用         | 不適用         | 不適用         | 不適用         | 1940年12月16日取消建造                                     |
| 法戈          | CL-85       | 紐約造船公司               | 1942年4月11日  | 不適用         | 不適用         | 不適用         | 改建成蘭利號航空母艦 (CVL-27)                              |
| 維克斯堡      | CL-86       | 紐波特紐斯造船公司         | 1942年10月26日 | 1943年12月14日 | 1944年6月12日  | 1947年6月30日  | 1964年8月25日作為廢鋼出售                                  |
| 杜魯斯        | CL-87       | 紐波特紐斯造船公司         | 1942年11月9日  | 1944年1月13日  | 1944年9月18日  | 1949年6月25日  | 1960年11月14日作為廢鋼出售                                 |
| 紐華克        | CL-88       | 聯邦造船公司               | 不適用         | 不適用         | 不適用         | 不適用         | 1940年12月16日取消建造                                     |
| 邁阿密        | CL-89       | 克雷普父子造船公司         | 1941年8月2日   | 1942年12月8日  | 1943年12月28日 | 1947年6月30日  | 1962年7月20日作為廢鋼出售                                  |
| 阿斯托里亞    | CL-90       | 克雷普父子造船公司         | 1941年9月6日   | 1943年3月6日   | 1944年5月17日  | 1949年7月1日   | 1971年1月12日作為廢鋼出售                                  |
| 奧克拉荷馬城  | CL-91 CLG-5 | 克雷普父子造船公司         | 1942年12月8日  | 1944年2月20日  | 1944年12月22日 | 1947年6月30日  | 1999年3月25日作為靶船被擊沉                                |
| 奧克拉荷馬城  | CLG-5       | 克雷普父子造船公司         | 1942年12月8日  | 1944年2月20日  | 1960年9月7日   | 1979年12月15日 | 1999年3月25日作為靶船被擊沉                                |
| 小石城        | CL-92 CLG-4 | 克雷普父子造船公司         | 1943年3月6日   | 1944年8月27日  | 1945年6月17日  | 1949年6月24日  | 1977年6月1日捐贈給水牛城及伊利郡海軍及軍事公園作為博物館船 |
| 小石城        | CLG-4       | 克雷普父子造船公司         | 1943年3月6日   | 1944年8月27日  | 1960年6月3日   | 1976年11月22日 | 1977年6月1日捐贈給水牛城及伊利郡海軍及軍事公園作為博物館船 |
| 加爾維斯頓    | CL-93       | 克雷普父子造船公司         | 1943年8月27日  | 1945年4月22日  | 1958年5月28日  | 1970年5月      | 1975年5月16日作為廢鋼出售                                  |
| 加爾維斯頓    | CLG-3       | 克雷普父子造船公司         | 1943年8月27日  | 1945年4月22日  | 1958年5月28日  | 1970年5月      | 1975年5月16日作為廢鋼出售                                  |
| 楊斯鎮        | CL-94       | 克雷普父子造船公司         | 1944年9月4日   | 不適用         | 不適用         | 不適用         | 1945年8月12日合同取消                                      |
| 水牛城        | CL-99       | 紐約造船公司               | 1942年8月31日  | 不適用         | 不適用         | 不適用         | 改建成巴丹號航空母艦 (CVL-29)                              |
| 紐華克        | CL-100      | 紐約造船公司               | 1942年10月26日 | 不適用         | 不適用         | 不適用         | 改建成聖哈辛托號航空母艦 (CVL-30)                          |
| 阿姆斯特丹    | CL-101      | 紐波特紐斯造船公司         | 1943年3月3日   | 1944年4月25日  | 1945年1月8日   | 1947年6月30日  | 1972年2月11日作為廢鋼出售                                  |
| 朴次茅斯      | CL-102      | 紐波特紐斯造船公司         | 1943年6月28日  | 1944年9月20日  | 1945年6月25日  | 1949年6月15日  | 1974年2月26日作為廢鋼出售                                  |
| 威爾克斯-巴里 | CL-103      | 紐約造船公司               | 1942年12月14日 | 1943年12月24日 | 1944年7月1日   | 1947年10月9日  | 1972年5月12/14日在測試中沉沒                               |
| 亞特蘭大      | CL-104      | 紐約造船公司               | 1943年1月25日  | 1944年2月6日   | 1944年12月3日  | 1949年7月1日   | 1970年10月1日在測試中沉沒                                  |
| 代頓          | CL-105      | 紐約造船公司               | 1943年3月8日   | 1944年3月19日  | 1945年1月7日   | 1949年3月1日   | 1962年4月6日作為廢鋼出售                                   |

## 外部連結
- Statistics （页面存档备份，存于）
- Global Security.org - Cleveland class cruiser （页面存档备份，存于）
- Hazegray - US Cruisers List: US Light/Heavy/AntiAircraft Cruisers, Part 2 （页面存档备份，存于）
- Cleveland Class Light Cruisers （页面存档备份，存于）